# Isophya boldyrevi
Isophya boldyrevi is een rechtvleugelig insect uit de familie sabelsprinkhanen (Tettigoniidae). De wetenschappelijke naam van deze soort is voor het eerst geldig gepubliceerd in 1938 door Miram.
1. ↑  (en) Isophya boldyrevi op de IUCN Red List of Threatened Species.